# Funny or Die
Funny or Die est un site internet de vidéos comiques fondé en 2006 par la société de production américaine Gary Sanchez Productions, créée par l'acteur Will Ferrell et le réalisateur Adam McKay.
Le principe consiste à poster des vidéos humoristiques, souvent de la part de personnalités de la télévision et du cinéma américains, comme Charlie Sheen, Patrick Stewart, Daniel Radcliffe, Lindsay Lohan ou Jerry Seinfeld.
La première vidéo postée sur le site, The Landlord, a été vue plus de 77 millions de fois et confronte Will Ferrell à sa propriétaire. Le public vote en cliquant sur les bouton Funny (drôle) ou Die (meurs).
En 2008, la chaîne HBO a racheté 10 % de Funny or Die pour créer la société de production Funny or Die presents. La société produit notamment le film Weird: The Al Yankovic Story (2022).